# Max Schultz
Max Arndth Schultz, född 31 augusti 1960 i Stockholm, är en svensk jazzgitarrist som spelar och komponerar musik inom såväl jazz-, blues- och popgenren. Han började spela gitarr vid 10 års ålder efter att ha sett en konsert med Jimi Hendrix i Stockholm och turnerade 1979 med bandet Rena vätskor i Stockholm som även deltog även i en film av SVT. Därefter engagerades Max Schultz i gruppen Mynta där han under sju år utvecklades som jazzgitarrist och även kom i kontakt med indiska musikaliska influenser. Mynta turnerade såväl i Skandinavien som på internationella arenor som Montreaux Jazz Festival samt i Singapore, Bombay, Kuba och Nicaragua. Max Schultz har också turnerat med Beches Brew i Indien 2015 under ledning av världsmusikern och kompositören Bengt Berger. 
1993 vann Max Schultz Rikskonserters och Caprices utmärkelse Jazz i Sverige och spelade in en egen skiva med Joakim Milder (sax), Christian Spering (bas), och Magnus Grahn (trummor) - en konstellation som senare döptes till Max Schultz band. Max Schultz har samarbetat med andra jazzmusiker som Anna Greta Sigurdadottir, Håkan Broström, Herbie Hancock, Bob Moses, Nils Landgren, Esbjörn Svensson, och Bengt Berger. Han har även samarbetat med artister som Svante Thuresson, Anna Nederdal, Tommy Körberg och som studiomusiker med Marie Fredriksson, Rebecka Törnqvist.

## Priser och utmärkelser
- 1993 – Jazz i Sverige
- 2006 – Guitar Peoples Prize[4]
- 2012 – Bert Levins stiftelse för jazzmusik[5]

## Diskografi
- 1983 – Havanna Club med Mynta
- 1985 – Short Conversation med Mynta (Fat Records)
- 1987 – Bara för längtan med Mynta och Maritza Horn (RCA/Victor)
- 1988 – Indian Time med Mynta (Four Leaf)
- 1990 – Encore (Caprice)
- 1993 – Max Schultz (Jazz i Sverige, Caprice)
- 1994 – The promise (Caprice)
- 1995 – Dark Light med Håkan Broströms grupp (Dragon)
- 1995 – Anna Nederdahl och Max Schultz (Nylon)
- 1996 – Blues Up med Pierre Swärd (hammondorgel)
- 2001 – Sixtus med Peter Johanneson och Herbie Hancock (EmArcy)
- 2006 – Sudden eternity Max Schultz (Apart record, PLU)
- 2007 – Max Schultz plays Coltrane (Touché Music)
- 2009 – Dedications (duo with Erik Söderlind) (Touché Music)
- 2010 – Ghost med Jan Simons (Rithem)
- 2011 – Johannesson & Schultz med Peter Johannesson (Prophone)
- 2013 – Cause and effect, P. Johanneson, M. Schultz & Dan Berglund (Prophone)
- 2015 – Blue Blue med Berger Knutsson Spering Schultz (Country & Eastern)
- 2018 – Maximum med Max Schulz Trio (Prophone)
- 2019 – Brighter Anna Greta Sigurdadottir & Max Schultz (Prophone)